# Lagán
A Lagaan című, (Hindi: लगान, Urdu: لگان – "adó"), "Once upon a time in India" alcímű, díjnyertes filmet 2001. június 1-jén, mutatták be Indiában. Oscar-díjra is jelölték a legjobb külföldi nyelvű film kategóriában.
A jelölés miatt sok moziban bemutatták a világon, olyanokban is ahol egyébként nem vetítenek indiai filmeket.

## Cselekmény
A történet Észak-Indiában játszódik a XIX. század végén. A vidéken a helyi brit katonai helytartó, Russell kapitány, kegyetlenül elnyomja a helyi lakosokat, magas járadékot (lagán) követelve tőlük. Egy helyi kis falu, Csampaner lakosai a hosszú ideje tartó szárazság miatt képtelenek ezt kifizetni neki. Erre Russellnek gonosz ötlete támad: Azt ajánlja az indiaiaknak, hogy nem kell kifizetniük a lagánt, ha legyőzik az angolokat krikettben. Ha viszont vesztenek, háromszoros lagánt vetnek ki rájuk. A játék – ami különben a jelenkori Indiában a legnépszerűbb sport – a filmbeli falusiak számára még teljesen ismeretlen, de a bátor fiatalember, Bhuván, ennek ellenére elfogadja az ajánlatot. Nemsokára segítőre is lelnek Russell húgának, Elizabethnek a személyében, akit felháborít bátyja viselkedése. Az angol lány hamar szerelemre lobban a jóképű Bhuván iránt, akinek viszont a falujabeli bájos Gauri a menyasszonya.
Elizabeth elmagyarázza a falubelieknek a játék szabályait és megtanítja nekik az ütési technikákat. A közös kihívás összekovácsolja a falusiakat, akik között különböző vallású, szociális státuszú, korú és képességű emberek akadnak. Végül az izgalmas összecsapásban sikerül legyőzniük az angolokat, Russell elnyeri büntetését, Elizabethnek viszont fel kell ismernie, hogy Bhuván szíve nem érte dobog.

## Díjak és jelölések

### Megkapott díjak
- 2002 Bergen International Film Festival, Jury Award – Ásutos Govarikar
- 2002 Filmfare Best Actor Award – Aamir Khan
- 2002 Filmfare Best Director Award – Ásutos Govarikar
- 2002 Filmfare Best Movie Award
- 2002 Filmfare Best Music Director Award – A. R. Rahman
- 2002 Filmfare Best Lyricist Award – Javed Akhtar
- 2002 Filmfare Best Male Playback Award – Udit Narayan ("Mitwa Re")
- 2002 Filmfare Best Female Playback Award – Alka Yagnik ("O Re Chhori")
- 2002 Filmfare Best Story Award – Ásutos Govarikar

### Jelölések
- 2002 Oscar-díj a legjobb nemzetközi játékfilmnek
- 2002 European Movie Awards, Screen International Award – Ásutos Govarikar
- 2002 IIFA Best Actress Award – Gracy Singh
- 2002 IIFA Best Supporting Actor Award – Kulbhushan Kharbanda
- 2002 IIFA Best Comedian Award – Rajesh Vivek
- 2002 IIFA Best Villain Award – Paul Blackthorne
- 2002 IIFA Best Male Playback Award – Udit Narayan for "Mitwa"
- 2002 Star Screen Award Best Actor – Aamir Khan
- 2002 Star Screen Award Best Music Director – A.R. Rahman
- 2002 Star Screen Award Best Villain – Paul Blackthorne
- 2002 Star Screen Award Best Male Playback – Udit Narayan for "Mitwa"
- 2002 Star Screen Award Best Background Music – A.R. Rahman
- 2002 Zee Cine Award Best Actor in a Supporting Role- Female – Rachel Shelley
- 2002 Zee Cine Award Best Playback Singer- Male – Udit Narayan for "Mitwa"

## Szereplők
- Ámir Hán Bhuvan
- Gracy Singh Gauri
- Rachel Shelley Elizabeth Russell
- Paul Blackthorne Captain Andrew Russell
- Suhasini Mulay Yashodamai
- Kulbhushan Kharbanda Raja Puran Singh
- Raghuvir Yadav Bhura
- Rajesh Vivek Guran
- Raj Zutshi Ismail
- Pradeep Rawat Deva
- Daya Shankar Pandey Goli
- Yashpal Sharma Lakha
- Amin Hajee Bagha
- Aditya Lakhia Kachra
- A.K. Hangal Shambukaka

## Külső hivatkozások
- Hivatalos oldal
- Lagán a PORT.hu-n (magyarul)
- Lagán az Internet Movie Database-ben (angolul)
- Lagán a Rotten Tomatoeson (angolul)
- Lagán a Box Office Mojón (angolul)
- Hivatalos oldala